# Clinton Hill (Leichtathlet)
Clinton Rory Hill (* 19. April 1980 in Johannesburg) ist ein australischer Sprinter südafrikanischer Herkunft, der sich auf den 400-Meter-Lauf spezialisiert hat.
1997 zog seine Familie mit ihm nach Australien und Hill erhielt im Juni 2000 die australische Staatsbürgerschaft.
Sportlich machte er zunächst mit einem dritten Platz im 400-Meter-Lauf bei den Ostasien-Spielen 2001 in Busan auf sich aufmerksam. Im selben Jahr gewann er bei der Universiade in Peking über diese Distanz die Silbermedaille. 2002 gewann er den ersten von drei aufeinanderfolgenden australischen Landesmeistertiteln im 400-Meter-Lauf. Bei den Commonwealth Games 2002 in Manchester belegte er den achten Platz über 400 m. Bei den Leichtathletik-Weltmeisterschaften 2003 in Paris erreichte er die Halbfinalrunde.
Den bisher größten Erfolg seiner Karriere feierte er bei den Olympischen Spielen 2004 in Athen mit der 4-mal-400-Meter-Staffel. Als Schlussläufer im Finale gewann er gemeinsam mit John Steffensen, Mark Ormrod und Patrick Dwyer in 3:00,60 min überraschend die Silbermedaille hinter der US-amerikanischen Staffel.
2006 siegte er bei den Commonwealth Games in Melbourne mit der Staffel. Über 400 m schied er dagegen in der Halbfinalrunde aus. Aufgrund von Verletzungsproblemen verpasste er die Leichtathletik-Weltmeisterschaften 2007 in Osaka. Bei den Olympischen Spielen 2008 in Peking belegte er mit der australischen 4-mal-400-Meter-Staffel den sechsten Platz in 3:00,02 min.
Clinton Hill hat bei einer Körpergröße von 1,85 m ein Wettkampfgewicht von 79 kg. Er startet für den Sydney University Athletics Club und wird von Tudor Bidder trainiert.

## Bestleistungen
- 400 m: 45,06 s, 26. Januar 2006, Canberra